# Neoconfederados

La Confederate Battle Flag es la bandera utilizada por la mayoría de neoconfederados, aunque dicha bandera jamás fue la oficial en los Estados Confederados de América y solo se usó durante las batallas de la guerra civil estadounidense.

Los neoconfederados son grupos e individuos separatistas que retratan a los Estados Confederados de América y sus acciones durante la guerra civil estadounidense de manera positiva. Algunas organizaciones neoconfederadas como la Liga del Sur continúan abogando por la secesión de los antiguos Estados Confederados.

## Etimología

### Historia del término
El historiador James M. McPherson usó el término «comités históricos neoconfederados» en su descripción de los esfuerzos que se llevaron a cabo entre 1890 y 1930 para que los libros de texto de historia presentaran una versión de la guerra civil estadounidense en la que la secesión no era una rebelión, la Confederación lo hizo. No luchó por la esclavitud, y el soldado confederado fue derrotado por una abrumadora cantidad y recursos. La historiadora Nancy MacLean usó el término «neo-confederación» en referencia a grupos, como la Comisión de Soberanía del Estado de Misisipi, que se formó en la década de 1950 para oponerse a los fallos de la Corte Suprema de los Estados Unidos que exigían la integración racial, en particular Brown v. Consejo de Educación (1954). El ex editor y copropietario de Southern Partisan, Richard Quinn, utilizó el término cuando se refirió a Richard T. Hines, antiguo colaborador de Southern Partisan y miembro del personal de la administración de Ronald Reagan, como «uno de los primeros neoconfederados en resistir los esfuerzos de los infieles para derribar la bandera confederada».
Un uso temprano del término se produjo en 1954. En una reseña de un libro, Leonard Levy (más tarde ganador del Premio Pulitzer de Historia en 1968) escribió: «Una ceguera similar a la cuestión moral de la esclavitud, más un resentimiento contra el ascenso del negro y el industrialismo moderno, dio como resultado la interpretación neoconfederada de Phillips, Ramsdell y Owsley».
El historiador Gary W. Gallagher declaró en una entrevista que los neoconfederados no quieren escucharlo cuando habla de «lo importante que era mantener el control racial, la supremacía blanca, para el sur blanco». Advierte, sin embargo, que el término neoconfederado puede ser usado en exceso, escribiendo: «Cualquier historiador que argumente que el pueblo confederado demostró una fuerte devoción a su república esclavista, poseía sentimientos de comunidad nacional y se sacrificó más que cualquier otro segmento de la sociedad blanca en la historia de Estados Unidos corre el riesgo de ser etiquetado como neoconfederado».

## Antecedentes

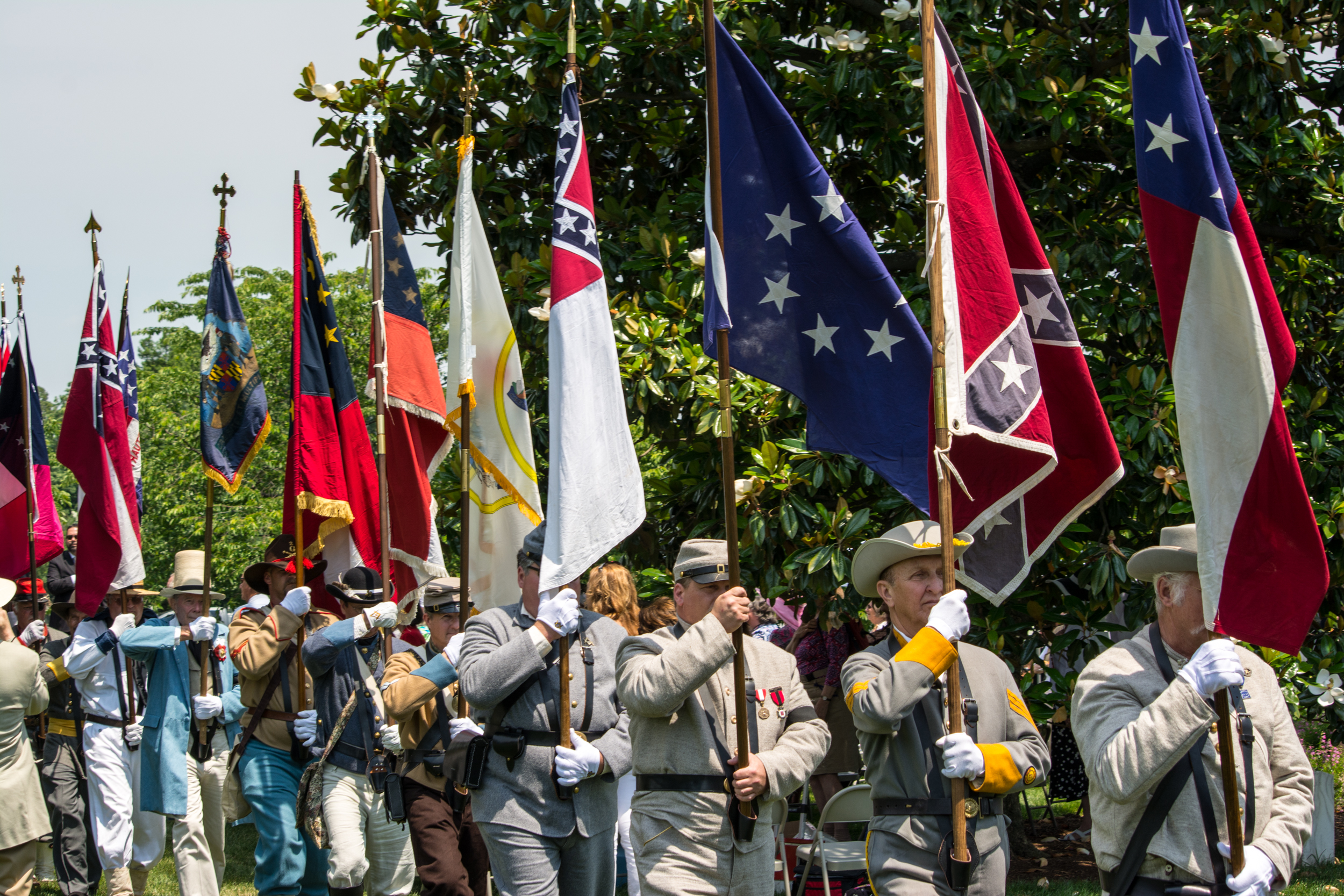
Hijos de Veteranos Confederados de Maryland, marchando en el Cementerio Nacional de Arlington en 2014.

### Orígenes y doctrinas de la historia de la «Causa Perdida» de la Guerra Civil
La «Causa Perdida de la Confederación» es el nombre que comúnmente se le da a un movimiento literario e intelectual que buscaba reconciliar la sociedad tradicional del sur de los Estados Unidos con la derrota de los Estados Confederados de América en la Guerra Civil de 1861-1865. Aquellos que contribuyeron al movimiento tendieron a retratar la causa de la Confederación como noble y la mayoría de los líderes de la Confederación como ejemplos de caballerosidad pasada de moda, derrotados por los ejércitos de la Unión no por una habilidad militar superior, sino por una fuerza abrumadora. Creen que la historia de la Guerra Civil comúnmente retratada es una «historia falsa». También tendieron a condenar la Reconstrucción y dar el derecho a voto a los afroamericanos.
En su sitio web principal, Sons of Confederate Veterans (SCV) habla de «garantizar que se conserve una verdadera historia del período 1861-1865», afirmando que «la preservación de la libertad fue el factor motivador en la decisión del Sur de luchar contra la Segunda Revolución Americana».
James M. McPherson ha escrito sobre los orígenes de las Hijas Unidas de la Confederación (UDC), declarando: «Un motivo principal de la fundación de la UDC fue contrarrestar esta "historia falsa" que les enseñó a los niños del Sur "que sus padres no solo eran rebeldes pero culpable de casi todos los delitos enumerados en el Decálogo"»  Gran parte de lo que la UDC llamó «historia falsa» se centró en la relación entre la esclavitud y la secesión y la guerra. El capellán de los Veteranos Confederados Unidos (UCV), precursor de los Hijos de los Veteranos Confederados, escribió en 1898 que los libros de historia tal como se escribieron podrían llevar a los niños del Sur a «pensar que luchamos por la esclavitud» y que «impondríamos al Sur el estigma de esclavitud y que luchamos por ella... El soldado sureño pasará a la historia deshonrado». Refiriéndose a un llamado de 1932 de los Hijos de los Veteranos Confederados para restaurar "la pureza de nuestra historia», McPherson señala que «la búsqueda de la pureza sigue siendo vital hoy, como puede testificar cualquier historiador que trabaje en el campo».
En la década de 1910, Mildred Rutherford, la historiadora general de la UDC, encabezó el ataque a los textos escolares que no presentaban la versión de la historia de la Causa Perdida. Rutherford reunió una «colección masiva» que incluía «concursos de ensayos sobre la gloria del Ku Klux Klan y tributos personales a los esclavos fieles». El historiador David Blight concluyó: «Todos los miembros y líderes de la UDC no eran tan virulentamente racistas como Rutherford, pero todos, en nombre de una nación reconciliada, participaron en una empresa que influyó profundamente en la visión supremacista blanca de la memoria de la guerra civil».

## Principios de las creencias neoconfederadas

### Revisionismo histórico
Los neoconfederados a menudo tienen puntos de vista iconoclastas sobre la Guerra Civil y los Estados Confederados de América. Contrariamente a las opiniones de la mayoría de los estadounidenses, los neoconfederados son abiertamente críticos con la presidencia de Abraham Lincoln en diversos grados y también son críticos con la historia de la Reconstrucción. Varios autores han escrito críticas a Lincoln y la Unión. La  marcha hacia el mar del mayor general William Tecumseh Sherman se destaca por supuestas atrocidades que los neoconfederados creen que se cometieron contra civiles del sur, en contraste con la perspectiva histórica dominante que sostiene que Sherman apuntó a la infraestructura del sur y redujo los asesinatos en lugar de expandirla. Rara vez se menciona la esclavitud; cuando se menciona, generalmente no se defiende y se niega como una de las causas principales del inicio de la Guerra Civil por parte de la Confederación. Los críticos a menudo acusan a los neoconfederados de participar en el «revisionismo histórico» y actuar como «apologistas».
Los neoconfederados han sido acusados de restar importancia al papel de la esclavitud en el desencadenamiento de la Guerra Civil y tergiversar el apoyo afroamericano a la Confederación. El libro The Confederate and Neo-Confederate Reader dice que hacia fines del siglo XX, para apoyar la idea de que la Guerra Civil no se trataba de esclavitud, los neoconfederados comenzaron a afirmar que «miles de afroamericanos habían servido en el Ejército confederado». Una publicación neoconfederada, Confederate Veteran, publicada por Sons of Confederate Veterans y la Orden Militar de las Estrellas y Barras, dijo en 1992 que «la abrumadora mayoría de negros durante la Guerra entre los Estados apoyaron y defendieron, con resistencia armada, la Causa de la Independencia del Sur». El historiador Bruce Levine dice que «su celebración [neoconfederada] insistente en estos días de los "confederados negros" ... busca legitimar la afirmación de que la guerra nunca [las cursivas en el original] se había librado en nombre de la esclavitud; de la lealtad al Sur, del autogobierno del Sur, de la cultura del Sur o de los derechos de los estados, en lugar de la esclavitud y la supremacía blanca, impulsaron el esfuerzo de guerra del sur».
El honor de la Confederación y sus veteranos es otra característica controvertida del dogma neoconfederado. El movimiento neoconfederado se preocupa por honrar a la Confederación misma, a los veteranos de la Confederación y a los cementerios de veteranos de la Confederación, a las diversas banderas de la Confederación y a la identidad cultural del Sur.

### Creencias políticas
Los valores políticos sostenidos por los neoconfederados varían, pero a menudo giran en torno a la creencia de un gobierno limitado, el derecho de los Estados a separarse y el nacionalismo del sur, es decir, la creencia de que la gente del sur de los Estados Unidos es parte de una civilización distinta y única. Los neoconfederados a veces se asocian con movimientos paleoconservadores y libertarios debido a puntos de vista compartidos sobre el rol del gobierno.
Los neoconfederados suelen apoyar un gobierno nacional descentralizado y son firmes defensores de los derechos de los Estados. Los neoconfederados están firmemente a favor del derecho de secesión, alegando que es legal y, por lo tanto, abogan abiertamente por la secesión de los estados y territorios del sur que comprendían los antiguos Estados Confederados de América. La Liga del Sur, por ejemplo, promueve la «independencia del pueblo del Sur» del «imperio estadounidense». La mayoría de los grupos neoconfederados no buscan una revolución violenta, sino una separación ordenada, como se hizo en la disolución de Checoslovaquia. Muchos grupos neoconfederados se han preparado para lo que ven como un posible colapso de los Estados Unidos federales en sus 50 estados separados, al igual que la disolución de la Unión Soviética y creen que la Confederación puede resucitar en ese momento.
Los neoconfederados suelen oponerse al movimiento por los derechos civiles, a quienes consideran como una extralimitación federal. La historiadora Nancy MacLean afirma que los neoconfederados utilizaron la historia de la Confederación para justificar su oposición al movimiento por los derechos civiles en las décadas de 1950 y 1960. El historiador David Blight escribe que los neoconfederados actuales están «impulsados en gran parte por el deseo de los actuales supremacistas blancos de volver a legitimar la Confederación, mientras rechazan tácitamente las victorias del movimiento moderno por los derechos civiles».

### Posturas culturales y religiosas
Los neoconfederados promueven una cultura cristiana descarada. Apoyan las exhibiciones públicas del cristianismo, como los monumentos de los Diez Mandamientos y las exhibiciones de la cruz cristiana. Algunos neoconfederados ven la Guerra Civil como un conflicto entre un Sur cristiano y un Norte secular. Algunos neoconfederados creen en una teoría de la identidad «anglo-celta» para los residentes del sur.

### Políticas económicas
Los neoconfederados generalmente abogan por una economía de libre mercado que se involucre en una tributación significativamente menor que la que se encuentra actualmente en los Estados Unidos y que no gira en torno a monedas fiduciarias como el dólar estadounidense. Algunos de ellos desean un tipo extremo de sistema económico de laissez-faire que implique un papel mínimo para el Estado. Otros neoconfederados creen en el distribucionismo, así como en una muestra de tendencias populistas desde la Guerra Civil. Figuras como Absolom West, Leonidas L. Polk y William M. Lowe se unieron a los movimientos populistas de sus respectivos tiempos. Hay una minoría de neoconfederados que creen que la Confederación ha sido socialista, citando los escritos de George Fitzhugh. Esto también se mostró en el libro de Louise Biles Hill, Socialismo de Estado en los Estados Confederados. Muchos de los que creen esto también señalan a Albert Parsons como otro ejemplo.

## Neoconfederados y libertarismo

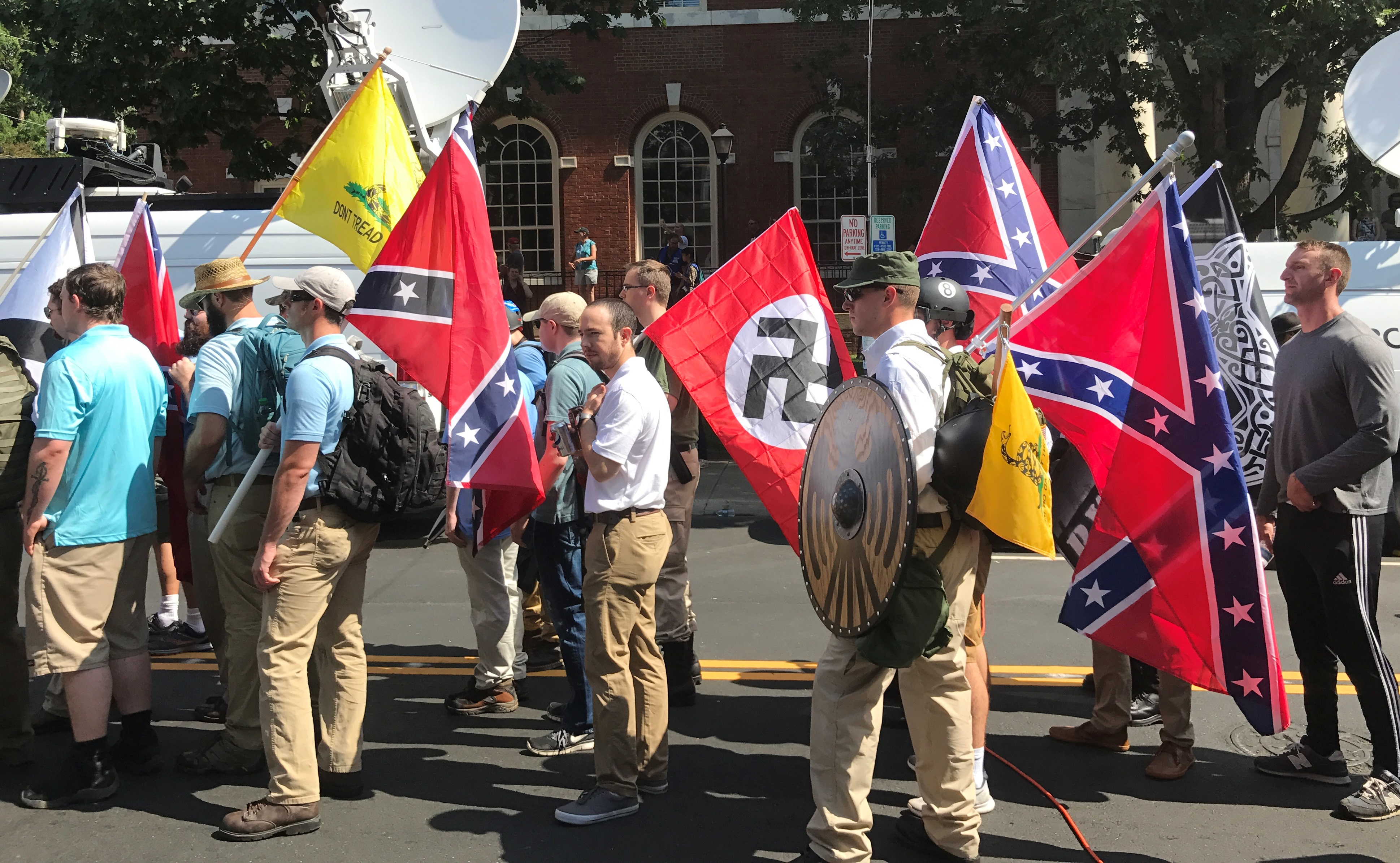
Activistas de extrema derecha en la Manifestación Unite the Right usando símbolos del libertarismo, nazismo y neoconfederado por igual.

El historiador Daniel Feller afirma que los autores libertarios Thomas DiLorenzo, Charles Adams y Jeffrey Rogers Hummel han producido un «matrimonio de neoconfederados y libertarianismo». Feller escribe:
En una revisión de La guía políticamente incorrecta de la historia estadounidense, del libertario Thomas E. Woods, Jr., Hummel se refiere a las obras de DiLorenzo y Adams como «libros neoconfederados aficionados». De Woods, Hummel afirma que los dos principales aspectos neoconfederados del trabajo de Woods son su énfasis en un derecho legal de secesión mientras ignora el derecho moral a la secesión y su falta de reconocimiento de la importancia de la esclavitud en la Guerra Civil.
Hummel también critica las «simpatías neoconfederadas» de Woods en su capítulo sobre la Reconstrucción. Lo más atroz fue su «apología de los Códigos Negros adoptados por los estados del Sur inmediatamente después de la Guerra Civil». Parte del problema fue la confianza de Woods en un trabajo neoconfederado anterior, el libro de 1938 de Robert Selph Henry The Story of Reconstruction . 
Algunos intelectuales que han ayudado a dar forma al movimiento neoconfederado moderno se han asociado con organizaciones libertarias como el Instituto Mises. Estos individuos a menudo insisten en el derecho del Sur a separarse y, por lo general, tienen puntos de vista en marcado contraste con la academia convencional con respecto a las causas y consecuencias de la guerra civil estadounidense. Zack Beauchamp, de ThinkProgress, sostiene que debido a su pequeño tamaño, el movimiento libertario se ha vuelto parcialmente en deuda con un grupo demográfico neoconfederado. En la política contemporánea, algunos libertarios han tratado de distanciarse de la ideología neoconfederada al mismo tiempo que critican las políticas del presidente Lincoln en tiempos de guerra, como la suspensión del habeas corpus, desde una perspectiva libertaria.

## Puntos de vista neoconfederados y el Partido Republicano

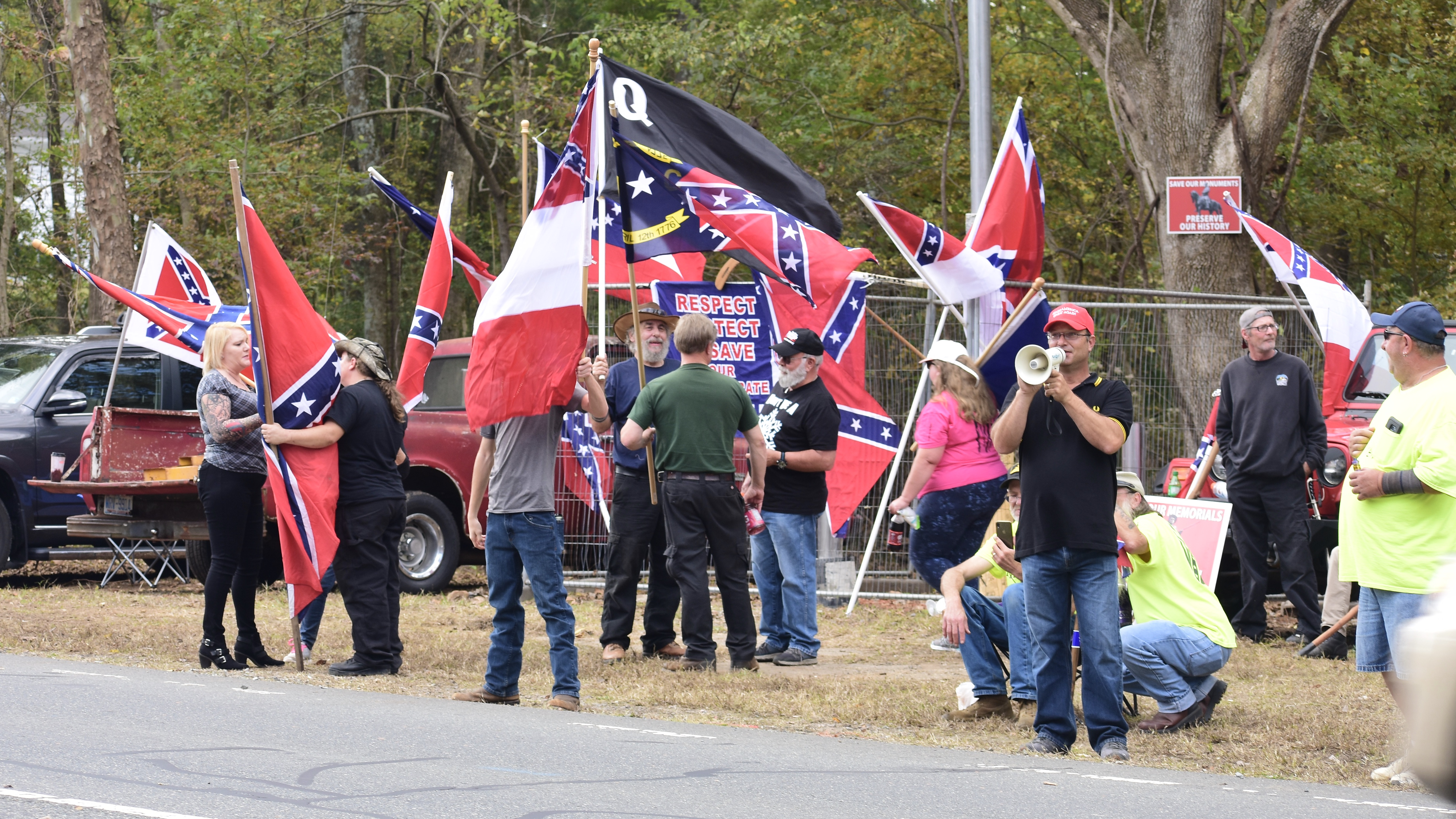
Neoconfederados de Proud Boys, una organización de apoyo al entonces presidente Donald Trump (2017-2021), miembro del Partido Republicano.

La historiadora Nancy MacLean escribe que «desde la década de 1960, el partido de Lincoln se ha convertido en el refugio de la neoconfederación. Después de haberse enorgullecido durante mucho tiempo de salvar la Unión, el Partido Republicano se ha convertido en el hogar de aquellos que enaltecen al sur esclavista y romantizan el sur de Jim Crow». Según MacClean, esta adopción de los puntos de vista neoconfederados no se trata exclusivamente de la raza, sino que está relacionada con una comprensión política pragmática de que la «romantización retrospectiva del Viejo Sur» y la secesión presentaban muchos temas posibles que podrían utilizarse cuando los conservadores intentaron revertir los cambios nacionales iniciados por el New Deal.
Según MacLean, después de la derrota de Barry Goldwater en las elecciones presidenciales de 1964 y los éxitos del movimiento por los derechos civiles, los líderes conservadores nacionalistas se distanciaron de las cuestiones raciales, pero continuaron apoyando una versión «daltónica» del neoconfederatismo. Escribe que «incluso en la corriente principal del siglo XXI, los políticos republicanos conservadores continuaron asociándose con cuestiones, símbolos y organizaciones inspiradas por la derecha neoconfederada».
Por su parte, dos prominentes neoconfederados, Walter Donald Kennedy y Al Benson, publicaron el libro Red Republicans and Lincoln's Marxists: Marxism in the Civil War, en el que argumentan que Lincoln y el Partido Republicano fueron influenciados por el marxismo.

## Crítica a los neoconfederados
El Southern Poverty Law Center (SPLC) informa sobre el movimiento neoconfederado casi siempre de manera crítica. Un informe especial de Mark Potok del SPLC en su revista, Intelligence Report, describió críticamente a varios grupos como neoconfederados en 2000. «Lincoln Reconstructed», publicado en 2003 en Intelligence Report, se centra en la resurgente demonización de Abraham Lincoln en el sur. El artículo cita al capellán de los Hijos de los Veteranos Confederados dando una invocación que recuerda «la última civilización cristiana real en la Tierra».
Whitewashing the Confederacy («Blanqueando la Confederación») fue una revisión que alegaba que la película Dioses y Generales presentaba una visión falsa y pro-confederada de la historia. Los críticos han acusado a la neoconfederación de ser esencialmente un movimiento con matices racistas. De manera más prominente, se ha  presentado esta acusación contra los Hijos de los Veteranos Confederados y el Consejo de Ciudadanos Conservadores (anteriormente el Consejo de Ciudadanos Blancos).

## Algunos grupos neoconfederados
- Caballeros de la Camelia Blanca
- Consejo de Ciudadanos Blancos
- Consejo de Ciudadanos Conservadores
- Dixiecrats
- Flaggers (personas que izan la bandera confederada)
- Iglesia de Israel
- Ku Klux Klan
- Mujeres del Ku Klux Klan
- Liga del Sur
- Instituto Abbeville
- Instituto Mises
- Sons of Confederate Veterans
- United Daughters of the Confederacy